# Isanthrene illegitima
Isanthrene illegitima är en fjärilsart som beskrevs av William Schaus 1920. Isanthrene illegitima ingår i släktet Isanthrene och familjen björnspinnare. Inga underarter finns listade i Catalogue of Life.